# Predicado (lógica)
En lógica, existen muchas concepciones diferentes de la noción de predicado según el contexto y la tradición.

## Lógica tradicional
En lógica tradicional el predicado es uno de los términos que constituyen el juicio, considerado como la “unión o separación” entre dos términos, término Sujeto (S) y término Predicado (P) de una proposición lógica de la forma 'S' es 'P', sobre la que se expresa, o puede expresarse, un enunciado lingüístico en la forma de una oración gramatical. 
'S' es el nombre del sujeto. El predicado 'P' es el nombre de cualquier predicado que conviene o no conviene al sujeto, manifestando la identidad del sujeto como ser mediante las notas o propiedades que le constituyen.
En el juicio se concibe la verdad del conocimiento. La expresión lingüística como lenguaje apofántico según Aristóteles, manifiesta y significa en último término la realidad del ser del sujeto sostenida en último término por la sustancia como sujeto, y al que convienen sus predicados en la manifestación de su identidad como ser donde no puede haber contradicción. El juicio manifiesta la verdad del ser del sujeto.
La consideración de los términos del predicado admiten varios contenidos según la extensión y comprensión del uso del término.
En las proposiciones afirmativas el predicado tiene una extensión particular, es un término no-distribuido, cuya referencia son algunos individuos concretos de los que están incluidos en el término. En las negativas tiene una extensión universal, como término distribuido, cuya referencia son todos los individuos incluidos en el término.
En cuanto a la comprensión, o notas que constituyen el contenido del término, en las afirmativas el predicado puede ser tomado “totalmente” en las afirmativas y “parcialmente” en las negativas.
Francisco Romero siguiendo la clasificación de los juicios según su contenido hace la siguiente “división según el alcance y sentido de la predicación”:
1.-La predicación se refiere a algo residente en el objeto:
- - Juicios determinativos o juicios que enuncian la esencia del objeto-sujeto, respondiendo a la pregunta: “¿Qué es esto?”
  - Juicios atributivos que responden a la pregunta: “¿Cómo es esto?”
  - Juicios de ser, en los cuales el predicado enuncia la categoría objetiva a la que pertenece el objeto-sujeto.

2.- La predicación afirma una relación que va más allá del objeto-sujeto:
- - Juicios de comparación en los que se compara el objeto-sujeto con otros
  - Juicios de pertenencia en los que se afirma o niega una relación de pertenencia entre el objeto-sujeto y otros.
  - Juicios de dependencia en los que se afirma que el objeto-sujeto depende en algún modo de otros.
  - Juicios intencionales en los que se enuncia que el objeto-sujeto recibe una intención de otro objeto.

En la filosofía tradicional no se tiene en cuenta la cuantificación del predicado. Algunos autores antiguos consideraron el tema, como Ammonio Saccas, pero fue rechazada por Santo Tomás de Aquino y Juan Gerson entre otros.
Modernamente ha sido tenida en cuenta por Jeremy Bentham, Augustus De Morgan y rechazada por John Stuart Mill y otros.
No obstante, W. Hamilton considera que los predicados deben ser cuantificados expresamente. Según este criterio la clásica consideración de las proposiciones lógicas A, E, I, O son insuficientes, proponiendo la siguiente:
- Proposiciones toto-totales:
  - Todo S es todo P
  - Ningún S es ningún P
- Proposiciones toto-parciales:
  - Todo S es algún P
  - Ningún S es algún P
- Proposiciones parti-totales:
  - Algún S es todo P
  - Algún S no es ningún P
- Proposiciones parti-parciales:
  - Algún S es algún P
  - Algún S no es algún P

## Lógica aristotélica
En lógica aristotélica, junto con el sujeto, el predicado constituye la materia de la proposición lógica como juicio de términos.
El predicado es el contenido de lo que se enuncia como manifestación del ser del sujeto, como identidad de su ser´.
Tanto el sujeto como el predicado son considerados como contenidos conceptuales expresados en palabras de una lengua como términos lógicos. Por eso la forma proposicional lógica en la lógica clásica es considerada como juicio de términos.
Pero la lógica aristotélica considera los conceptos como “reales” en el sentido que tienen un fundamento en la realidad en cuanto tal. El predicado realiza una auténtica predicación del ser del sujeto pues, elaborado como concepto intuido en el conocimiento de lo real a partir del conocimiento de la realidad del sujeto, está expresando la identidad del mismo como ser en el que no cabe contradicción. Es pues una predicación lógica (del pensamiento) sin dejar de ser auténtica manifestación de la realidad como verdad. La lógica tradicional aristotélica por esto mantiene una relación de contenido referente al ser. Aun siendo formal, no es formalista.
Los escolásticos siguiendo esta doctrina aristotélica consideran que verum (verdadero), lo mismo que unum (uno-identidad) y bonum (bien-bueno), es una propiedad trascendental del ente, es decir, de todo ente. El conocimiento verdadero supone la verdad ontológica como conocimiento metafísico.

## Edad Moderna
En la Edad Moderna los racionalistas de Port Royal consideraron el Predicado de una forma diferente a como hasta entonces había sido considerada la lógica aristotélica. Bajo el punto de vista meramente lógico-formal este cambio de consideración no supuso cambios en la formalidad lógica; pero supone una forma diferente de concebir el conocimiento del ser y de la verdad con respecto a Aristóteles y la tradición hasta entonces.
Consideraron el término predicado (P) como un atributo del sujeto (S) y la proposición lógica se enuncia mediante una oración gramatical copulativa, donde el verbo ser realiza la unión del término sujeto con el término predicado siendo ambos realidades diferentes, puesto que, tanto S como P son ideas diferentes.
El predicado, por tanto, es considerado en sí mismo, como atributo; como entidad independiente del sujeto. El juicio, entonces, manifiesta la unión o separación de dos ideas que se unen mediante la cópula del verbo ser. Tal unión, fruto del análisis científico o filosófico o de la experiencia, tienen un contenido de realidad problemática.
La consideración del predicado como atributo hizo posible para algunos idealistas en la línea más hegeliana, Francis Herbert Bradley, considerar el predicado como una parte de la realidad como propiedad de lo real expresada en el juicio.

## Lógica de Port-Royal
La lógica del predicado como atribución supone la concepción de dos entidades independientes, el sujeto y el predicado. Es una relación ontológica. Cómo se entienda dicha relación constituye un pensamiento muy diferente a partir del momento en que, en la Edad Moderna, las ideas son considerados como “contenidos de conciencia”:
Para los racionalistas las ideas son (en las debidas condiciones de experiencia o mediante el análisis) verdaderas, en tanto que puedan ser claras y distintas y por tanto evidentes como fiel reflejo de la realidad creada por Dios, quien ha dotado al alma de “ideas innatas” como principios del pensar que hacen posible la propia idea de Dios como ser Perfecto y existente.
La existencia, por ejemplo, es considerada como un atributo de la esencia. Se justifica así la versión racionalista moderna del argumento ontológico medieval de San Anselmo, por ser Dios el único ser cuya esencia exige como atributo de perfección la existencia. El predicado, por lo tanto, sigue manteniendo una verdadera predicación del sujeto por lo que, formalmente, no supuso un cambio en la lógica aristotélica. Sí, en cambio en la significación de los contenidos del conocimiento y de la verdad.
Para los empiristas la atribución lógica encuentra su fundamento en la asociación psicológica de ideas en el alma, sin garantía de existencia de tales ideas más allá de la propia experiencia. El ejemplo más típico de esta doctrina se encuentra en Etienne Bonnot de Condillac.
Por ello, manteniendo la formalidad de la lógica aristotélica, el contenido del conocimiento y su sentido metafísico como verdad es completamente diferente de los racionalistas y aristotélicos.

## Lógica matemática
En lógica matemática, un predicado es una función del conjunto de la constante al conjunto de las proposiciones lógicamente interpretables (en el sentido de la lógica proposicional); igualmente un predicado se puede concebir como una función del conjunto de los cuantificadores al conjunto de predicados de la lógica proposicional:
La lógica de primer orden generaliza a la lógica proposicional precisamente en que su formalismo puede tratar cuantificadores de variables como predicados. La lógica de segundo orden permite además cuantificadores sobre predicados, además de cuantificadores sobre variables.
A veces es difícil o imposible enumerar un conjunto mencionando todos y cada uno de sus elementos. Una manera útil de trabajar consiste en especificar dicho conjunto mediante una propiedad que todos los elementos del conjunto tengan en común.
La notación {\displaystyle \scriptstyle P(x)} se usa para denotar la afirmación de que x tiene la propiedad P (el nombre predicado se justifica porque muchos predicados gramaticales del lenguaje ordinario son representables tienen propiedades lógicas similares a lo predicados de la lógica matemática). Así un cierto conjunto puede ser presentado por la notación:

{\displaystyle C=\{x|\ P(x)\}\,}

que se lee como «C está formado por todos los x tales que P(x)» o dicho de otra manera el conjunto de elementos que tienen cierta propiedad. Por ejemplo:

{\displaystyle C_{1}=\{x|\ (x\in \mathbb {N} )\land (x<4)\}=\{1,2,3\}}

El conjunto de los números naturales que son menores que cuatro, coincide con el conjunto que consta de los elementos 1, 2 y 3. 
De lo anterior se sigue que cualquier elemento del conjunto {\displaystyle \scriptstyle \{x|\ P(x)\}} es un objeto matemático {\displaystyle \scriptstyle t} para el cual la proposición {\displaystyle \scriptstyle P(t)} es cierta. 
Igualmente el predicado {\displaystyle \scriptstyle P(\cdot )} puede interpretarse como una función proposicional tal que para cada argumento de la misma en el dominio de definición resulta el valor verdadero o falso según lo sea la proposición (lógica) en su referencia al mundo.
En lógica matemática la forma en que se expresa la proposición lógica, en tanto que función predicativa es 'Fx' o 'Fa'.
'F' simboliza el nombre del predicado; 'x' o 'a' simbolizan una variable o una constante si el predicado es monádico, es decir, actúa sobre un único argumento. Se utilizan como variables, x, y, z, etc. en predicados poliádicos 
Pueden utilizarse asimismo otras letras de predicados G, H, G', H' etc.
Siendo F = ladrar; x = perro:  {\displaystyle Fx=losperrosladran}
Siendo a = mi perro Uzo:   {\displaystyle Fa=miperroUzoladra}
La predicación se realiza mediante la cuantificación. En lógica de primer orden un predicado es un objeto básico del lenguaje de dicha lógica que puede representar tanto una propiedad como una relación entre entidades.
La lógica en que se cuantifican los argumentos es la lógica de predicados o lógica de primer orden, pues trata de individuos.
La lógica que cuantifica los predicados es lógica de orden superior o lógica de segundo orden.
Consideremos el siguiente enunciado y su consideración como proposición lógica en la lógica tradicional y las diversas formas de consideración lógica del predicado en la lógica actual:
Sea el enunciado: “Si te encuentras un elefante, te encuentras un animal más grande que los leones”.
Su formalización lógica como proposición: “Los elefantes son más grandes que los leones”
Su formalización en la lógica matemática es la siguiente:
| Lógica aristotélica     | Los elefantes son seres que son más grandes que los leones                                                                  | S es P                        |
| Lógica de primer orden  | Para todo x tal que x es un elefante, entonces, x es mayor que los leones                                                   | {\displaystyle \bigwedge xPx} |
| Lógica de segundo orden | 'Ser más grande que los leones' se predica de 'los elefantes'                                                               | {\displaystyle Px}            |
| Lógica de clases        | La clase universal 'los elefantes' (S) está contenida en la clase de 'más grandes que los leones' (P)                       | {\displaystyle S\subset P}    |
| Lógica de relaciones    | Los elefantes (a = elefantes) tienen una relación R (R = ser más grande que) de ser más grandes que los leones (b = leones) | {\displaystyle aRb}           |

## Lógica actual
En la lógica actual, un predicado es el nombre de un término que sigue a «es», al verbo. El predicado está constituido como «es P», siendo «S» el término que nombra al sujeto.

## Semántica formal
En semántica formal un predicado es una expresión que define a un subconjunto de un conjunto, a saber, el subconjunto de los elementos del conjunto para los cuales el predicado es verdadero, y por tanto un predicado puede pensarse como una función característica o indicadora del subconjunto, es decir, que vale 1 para elementos del subconjunto y 0 para el resto de elementos.
Lo primero y ante todo un predicado es un significado, es decir, no es un individuo. ¿Qué realidad entonces es significada? Lo individual, en tanto que sustancia es, precisamente, lo único que no puede ser predicado. 
Bajo el punto de vista conceptual, como concepto expresado mediante términos lingüísticos, el predicado es una propiedad.
La propiedad, en tanto que predicado del sujeto, plantea diversos problemas:
La tradicional distinción entre propiedades esenciales y accidentales, permanentes las primeras y transitorias las segundas, ha vuelto a suscitar en los últimos años la polémica realidad de las propiedades y su relación con el lenguaje como predicados.
Kripke sostiene la necesidad de ciertos predicados en una especie de esencialismo que concede realidad necesaria a algunos predicados frente a otros meramente contingentes. Hay por tanto verdades a posteriori que son necesarias en tanto que corresponden a una intuición de realidad presente en la experiencia.
Sostiene que ser x para x es en todos los casos una propiedad esencial de x. 

no hay un caso de esencia más obvio que el que el hecho de ser un dolor sea una propiedad esencial de cada dolor.
Kripke. op. cit.

Chomsky considera que tales argumentos intuitivos relativos a propiedades esenciales responden a las condiciones de nuestro sistema de comprensión y de lenguaje.

tienen que ver con la estructura de los sistemas de comprensión por el sentido común y por el lenguaje, no con propiedades esenciales de cosas consideradas con abstracción de nuestras caracterizaciones de las mismas en términos de esos sistemas de categorización y representación.
Chomsky. op. cit.